# Багринцева, Дарья Ивановна
Дарья Ивановна Багринцева (род. 7 сентября 1978, Москва, Россия) — художник. Член Московского союза художников с 2008 года, секции художников монументально-декоративного искусства. Член Международного художественного фонда, Творческого союза профессиональных художников, Профессионального союза художников, художественного Фонда Заграевского.
В 2016 года несколько картин Дарьи были приобретены в коллекцию Государственного Русского Музея.

## Биография
Родилась в Москве 7 сентября 1978 года.
В 2001 году окончила факультет промышленного искусства Московской государственной художественно-промышленной академии им. С. Г. Строганова.

## Награды
Дарья Ивановна получила ряд наград в области изобразительного искусства.
2017
- Миланская международная художественная премия (Milan International Art Award)[4]- за вклад в Искусство Италии, Милан, Италия
- Специальный приз «Новые международные художественные реалии» Витторио Згарби, Милан, Италия

2016
- Международная Премия Казановы (Casanova Award) — за индивидуальный, чувственный стиль в живописи, Венеция, Италия

2015
- Лучшие современные и концептуальные художники 2015 (The Best Modern and Contemporary Artists 2015[5]), Эдинбург, Великобритания
- Международный Приз Марко Поло (Prize Marco Polo — Art Ambassador) за художественные заслуги, Венеция, Италия
- Международный Приз «Roma Imperiale» за художественные заслуги, Галерея Браманте, Рим, Италия

2014
- Приз Сандро Боттичелли (Sandro Botticelli Prize[6]) за художественные заслуги, Музей «Дом Данте Алигьери», Флоренция, Италия
- Дарья Багринцева была выбрана компанией Google (как художник -представитель России) для участия в тестировании и запуске проектов GoogleOpen Gallery и Chromecast.

2012
- Лауреат International Art Festival Competition, Музей Русского искусства (MORA), Нью Джерси Сити, США
- Почетный Диплом Российско-Итальянской Академии Феррони «За вклад в мировое искусство», Москва, Россия
- Топ 50 восходящих художников мира «Top 50 emerging artists — Art Business news[7]», США

2010
- Диплом Представительства Евросоюза в Москве, Россия

2005
- Лауреат IV фестиваля «Москва — город Мира» — при патронаже Юнеско, Москва, Россия[1]

## Выставки[8]

### Главные персональные выставки
2021
- "Дарья и её Миры", Зверевский центр современного искусства

2018
- Rapture, Ки Бискейн, Майами, США

2017
- «Встреча друзей», Галерея Дариарт, Москва, Россия
- Revelation, Галерея Дариарт, Москва, Россия

2016
- LIBERATED[9] Art Basel Miami, арт пространство «Pavilion», Майами, Флорида, США
- «Золото и Мед» (Gold Honey), MEI, Майами Бич, Флорида, США
- Арт Деко Майами (Art Deco Miami), Design District, Майами, Флорида, США

2014
- Curriculum Vitae, Арт-центр Воксхолл, Москва, Россия (каталог)[10]
- Temperature of the Material World[11], Музей Русского Искусства (MoRA), Нью Джерси Сити, США (каталог)

2013
- Freedom[12], галерея Дрезден, Москва, Россия
- Life!, Artists Haven Gallery, Форт Лодердейл, Флорида, США

2012
- Мгновения, галерея Dresden, Москва, Россия (каталог)[13]
- New Hopes, Международный Фонд Славянской письменности и культуры, Москва, Россия

2011
- Fall, галерея Dariart, Москва, Россия (каталог)

2009
- Expressionistic Blizzard, галерея Dariart, Москва, Россия

2008
- «Городской пейзаж», персональный проект в рамках выставки «Артесания 2008» Новый Манеж, Москва, Россия (каталог)
- Персональная выставка в рамках «Худграф 2008», Новый Манеж, галерея Dariart, Москва, Россия (каталог)
- Проект в рамках «Арт-Манеж 2008», ЦВЗ «Манеж», галерея Dariart, Москва, Россия (каталог)

### Значимые групповые выставки
2017
- Выставка-конкурс Milan International Art Award, Театр Дал Верме (Theater Dal Verme), Милан, Италия (каталог)

2016
- Международная Премия Казановы (Casanova Award) — за индивидуальный, чувственный стиль в живописи, Дворец Фландрини (Flangini Palace) Венеция, Италия (каталог)

2015
- Art San Diego, Balboa Park Activity Center, Сан Диего, США (каталог)[14]
- X Florence Biennale, Fortezza da Basso, Флоренция, Италия (каталог)
- Восток-Запад, Галерея на Каширке, Москва, Россия (каталог)
- Майами Арт Экспо, Галерея Нины Торрес, Майами, США (каталог)
- Пьяцца дель Пополо: От Караваджо до наших дней, Зал Браманте, Рим, Италия (каталог)
- 1я Барселонская Биеннале Искусств, Музей Европейского Современного Искусства, Барселона, Испания (каталог)
- Жёлтая Submarine, ЦДХ, Москва, Россия (каталог)[15]
- Приз Сандро Боттичелли, Музей Данте Алигьери, Флоренция, Италия (каталог)

2014
- Спецпроект выставки «Иная реальность», ЦДХ, Москва, Россия (каталог)
- Арт Экспо Нью Йорк 2014, Нью-Йорк, США (каталог)

2013
- Приглашение к обеду. Поваренная книга Русского Музея, Русский музей, Санкт-Петербург, Россия (каталог)
- Рождённые летать… и ползать, Русский музей, Санкт-Петербург, Россия (каталог)
- XVI Московский международный Арт-Салон, ЦДХ, Москва, Россия (каталог)

2012
- World of Art Showcase, Отель Wynn, Лас Вегас, США (каталог)
- ArtExpo Miami, Майами, США
- Art Shopping, Лувр, Париж, Франция
- International Art Festival, Музей Русского искусства (MoRA), Нью Джерси Сити, США
- Без названия, Гео Арт галерея, Москва, Россия (каталог)
- Традиции и современность, ЦВЗ Манеж, Москва, Россия (каталог)
- Любимым женщинам, Досуговый центр «Арбат», Москва, Россия
- «Россияне о Кипре, киприоты о России», VII Кипрско-российский фестиваль CypRussia, Лимассол, Кипр (каталог)
- Арт Экспо Нью Йорк 2012, Нью-Йорк, США (каталог)

2011
- Miami SOLO, Red Dot Miami, Майами, США (каталог)
- Salon d&#39;Art Contemporain, Галерея Пьера Кардена, Париж, Франция (каталог)
- Stockholm&#39;s Summer, Kroon-Gustavson Gallery, Стокгольм, Швеция
- Преодоление, София, Болгария
- Традиции и Современность, ЦВЗ Манеж, Москва, Россия
- VESNA, галерея Vernissage, Кочин, Индия
- Анатомия чувств, Государственный выставочный зал «Творчество», Москва, Россия
- Весеннее настроение, ЦДХ, Москва, Россия
- Весенний экспромт, Международный Фонд Славянской письменности и культуры, Галерея &quot;Ардена&quot;, Москва, Россия
- Материнство и Детство, Международный Художественный Фонд, Москва, Россия (каталог)
- Мои путевые заметки, Международный Художественный Фонд, Москва, Россия

2010
- Перекличка голосов, Российская Академия Искусств, Москва, Россия (каталог)[16]
- Выставка в представительстве Евросоюза, Москва, Россия
- RADUGA, Культурный центр России, Мумбаи, Индия (каталог)
- Прогулки одинокого мечтателя, ЦДХ, Москва, Россия, (каталог)
- Большое в малом, Московский международный художественный салон ЦДХ 2010, ЦДХ, Москва, Россия (каталог)
- Мир живописи и скульптуры, ЦДХ, Москва, Россия
- X’Show, выставочный зал Тишинка, Москва, Россия (каталог)
- Человек сегодня, международный независимый арт-проект, Российская Академия Искусств, Москва, Россия (каталог)
- Проект Эклектика, ‘Арт-Салон 2011’, ЦДХ, Москва, Россия
- Абстрактно о конкретном, ЦДХ, Москва, Россия, (каталог)
- Современный реализм: раздвигая рамки традиций, Российская Академия Искусств, Москва, Россия (каталог)
- Что-то весеннее, ЦДХ, Москва, Россия
- Образы женщин, Международный художественный фонд, Москва, Россия

2009
- Худграф 2009, Ярмарка графических искусств, Новый Манеж, Москва, Россия (каталог)
- Осенний экспромт 2009, Международный Фонд Славянской письменности и культуры, Галерея Ардена, Москва, Россия
- Путь единства, Первый международный салон искусств, ЦДХ, Москва, Россия (каталог)
- Время странствий, ЦДХ, Москва, Россия
- Gap Foire Expo, Гап, Франция
- Летний экспромт, Международный Фонд Славянской письменности и культуры,
- Галерея Ардена, Москва, Россия
- Иная реальность-2, ЦДХ, Москва, Россия
- Весенний экспромт, Международный Фонд Славянской письменности и культуры, Галерея Ардена, Москва, Россия
- Благотворительная акция в пользу строительства детского дома,
- Международный Фонд Славянской письменности и культуры, Галерея Ардена, Москва, Россия (каталог)

2008
- Артесания, II художественная ярмарка, Выставочный зал «Новый Манеж», Москва, Россия (каталог)
- Иная реальность, ЦДХ, Москва, Россия (каталог) + свидетельство и приглашение
- XI Московский международный Арт-Салон, ЦДХ, Москва, Россия

2007
- 5-я выставка-конкурс им. Виктора Попкова, ЦДХ, Москва, Россия
- Женские образы, Дом кино, Москва, Россия
- Современное искусство России, Московский Союз Художников России, Москва, Россия
- Музыка и литература в искусстве, Дом Правительства России, Москва, Россия Москва, Выставка ко дню города, Московский Союз Художников, Москва, Россия (каталог)

2006
- V Международный фестиваль ‘Москва — город мира’, Музей-панорама «Бородинская битва», Москва, Россия (каталог)

2005
- 3-я выставка-конкурс им. Виктора Попкова, Болгарский культурный центр, Москва, Россия

2005
- Музыка цвета, Московский дом национальностей, Москва, Россия

2005
- Лауреат IV Международного фестиваля ‘Москва — город мира’, Москва, Россия (каталог)